# شمشیربازی در المپیک تابستانی ۱۹۸۰ – اپه تیمی مردان
اپه تیمی مردان (انگلیسی: Fencing at the 1980 Summer Olympics – Men's team épée) یکی از هشت رویداد شمشیربازی در شمشیربازی در بازی‌های المپیک تابستانی ۱۹۸۰ بود. این رقابت‌ها شانزدهمین نمایش این رویداد بود که از ۲۵ تا ۲۶ ژوئیه ۱۹۸۰ برگزار شد. در این رقابت‌ها ۵۲ ورزشکار از ۱۱ کشور شرکت داشتند.